# Konsensuale Herrschaft
Konsensuale Herrschaft bezeichnet in der Geschichtswissenschaft das Zusammenwirken von König und Fürsten als ein wesentliches Merkmal mittelalterlicher Herrschaft.
Im 19. Jahrhundert ging die Forschung noch von einem Gegensatz von König und Fürsten aus. Die nationalliberalen Historiker konzentrierten sich auf den Anteil der Fürsten am Niedergang der Königsgewalt. In der jüngeren Forschung wird die Teilhabe der Fürsten an der Königsherrschaft als „zum selbstverständlich praktizierten konsensualen Entscheidungsgefüge“ gehörend betrachtet. Königliches Handeln war auf die Zustimmung der betroffenen Großen ausgerichtet. In mündlich-persönlichen Beratungen, oft genug vorbereitet durch vertrauliche Vorerklärungen, wurde die konsensuale Bindung von Herrschaft hergestellt. Versammlungen und Beratungen zur Herstellung von Konsens avancierten dadurch zu einem wichtigen mediävistischen Untersuchungsgegenstand. Bei der Konsensherstellung und Beratung war die Bitte eine häufig eingesetzte Verhaltensform. Hinter der Bitte stand eine massive Forderung, die praktisch den Konsens erzwang. Der Zwang wurde jedoch durch dieses Mittel verschleiert. Angesichts der Bedeutung von Ehre und Prestige gab die Bitte dem Gebetenen die Möglichkeit des großzügigen Gewährens. Durch Rituale wurde konsensuale Herrschaft öffentlich in Szene gesetzt. Dadurch waren alle Teilnehmer stärker an die Konsensentscheidung gebunden, da „ihr Prestige von der Einhaltung des öffentlich Bekundeten abhing“. Diese Herrschaftspraxis wurde von Bernd Schneidmüller als „konsensuale Herrschaft“ bezeichnet. Steffen Patzold erweiterte das Konzept der „konsensualen Herrschaft“ um den Faktor der Konkurrenz der Großen um den Zugang zum „Kreis der tonangebenden Ratgeber des Königs“. Die konsensuale Herrschaftspraxis verlangte nicht den Konsens mit allen Großen, sondern mit jenen, die angesichts ihres Rangs und ihrer Präsenz am Hof tonangebend waren. Die Großen, die sich besonders zurückgesetzt fühlten, bestanden nachdrücklich auf consensus und consilium. Konsensuale Herrschaft umfasst alle Einflussmöglichkeiten über Intrige und Manipulation, Begünstigung und Vorteilsnahme und ist nicht mit steter Harmonie gleichzusetzen. Der Konsens konnte regelrecht erzwungen werden, auch mit Gewalt. Durch die Beratung mit den geistlichen und weltlichen Großen wurde das politische Gewicht von Adel und Kirche gestärkt.
Im 10. und 11. Jahrhundert übernahmen in Notsituationen, in denen etwa die Herrschaft gefährdet war, öffentliche Beratungen eine wichtige Funktion für die konsensuale Herrschaftsordnung. Dadurch wurde aber auch vom Veröffentlichen der im Geheimen gefassten Beschlüsse durch symbolische Kommunikation abgewichen. Im 10. Jahrhundert verstärkte sich deutlich die Verpflichtung des Königs im Konsens mit seinen Getreuen zu entscheiden. Im 11. Jahrhundert geriet die Herrschaft Heinrichs IV. vor allem deshalb in eine Krise, weil er anstehende Probleme mit den falschen Leuten beraten habe. Aus den Fehlern seines Vaters schien Heinrich V. zunächst gelernt zu haben, da er über mehrere Jahre im Konsens mit den Großen herrschte. Nach seiner Kaiserkrönung 1111 wandte er sich aber von einer gemeinsamen Herrschaft mit den Fürsten ab und ging zu früheren autokratischen Herrschaftsformen der Salier über. Nach Amalie Fößel liegt im Konsens der Großen des Reiches „wohl letztlich die eigentliche Legitimation für Regentschaften wie für jegliche Herrschaft im mittelalterlichen Reich begründet“. Die Bedeutung der Kooperation und des Zusammenwirkens zwischen römisch-deutschen König und Fürsten hob Jan Keupp für die Stauferzeit hervor. Bei dem Verhältnis zwischen dem König und den Fürsten des Reiches handelt es sich um ein „kooperatives Beziehungsgefüge zwischen Herrscher und Großen“, in dem „das traditionelle Element fürstlicher Teilhabe“ im Vordergrund stand und das Kaisertum ein Mittel war, um „gemeinschaftliche Handlungshorizonte zu markieren“.
Bereits 1979 hat Jürgen Hannig in einer Untersuchung über die merowingisch-karolingische Zeit gezeigt, dass Herrschaft über Freie seit dem 9. Jahrhundert nicht ohne die Herstellung von Konsens zwischen Herrschenden und Beherrschten möglich war. Hannig sah aber die Einbindung der Großen in die Herrschaft des Königs weniger als ein allgemeines Merkmal von mittelalterlicher Königsherrschaft an, sondern als Ausdruck der Herrschaftsideologie in der Karolingerzeit. 
Die Ausführungen von Bernd Schneidmüller zur konsensualen Herrschaft wurden von der Mittelalterforschung vielfach aufgegriffen. Stefan Weinfurter ergänzte Schneidmüllers Ausführungen für die Zeit seit dem 11. Jahrhundert um die Idee der Gesamtheit des Reiches. Der König sollte nicht der Herrscher der einzelnen (singulorum), sondern der „Herrscher der Gesamtheit“ (rex universorum) sein. Die Fürsten verstanden sich zusammen mit dem König als universitas der gemeinschaftlich für das Reich Verantwortlichen. Mittelalterliche Herrschaft war somit weniger Befehl und Gehorsam, sondern basierte vorrangig auf Konsensherstellung in Beratungen. Die Einsicht in konsensuale Herrschaftsformen im Mittelalter gilt in der Mediävistik als eine der wichtigsten Erkenntnisse am Anfang des 21. Jahrhunderts.